# Port lotniczy Ny-Ålesund
Port lotniczy Ny-Ålesund (norw. Ny-Ålesund lufthavn, Hamnerabben (Brøggerhalvøya), ang. Ny-Ålesund Airport, Hamnerabben, kod ICAO: ENAS) – port lotniczy zlokalizowany w Ny-Ålesund na Svalbardzie. 

## Linie lotnicze i połączenia
| Linia Lotnicza | Kierunek              |
| -------------- | --------------------- |
| Lufttransport  | Czartery: 1. Svalbard |